# Женская земледельческая армия (Первая мировая война)

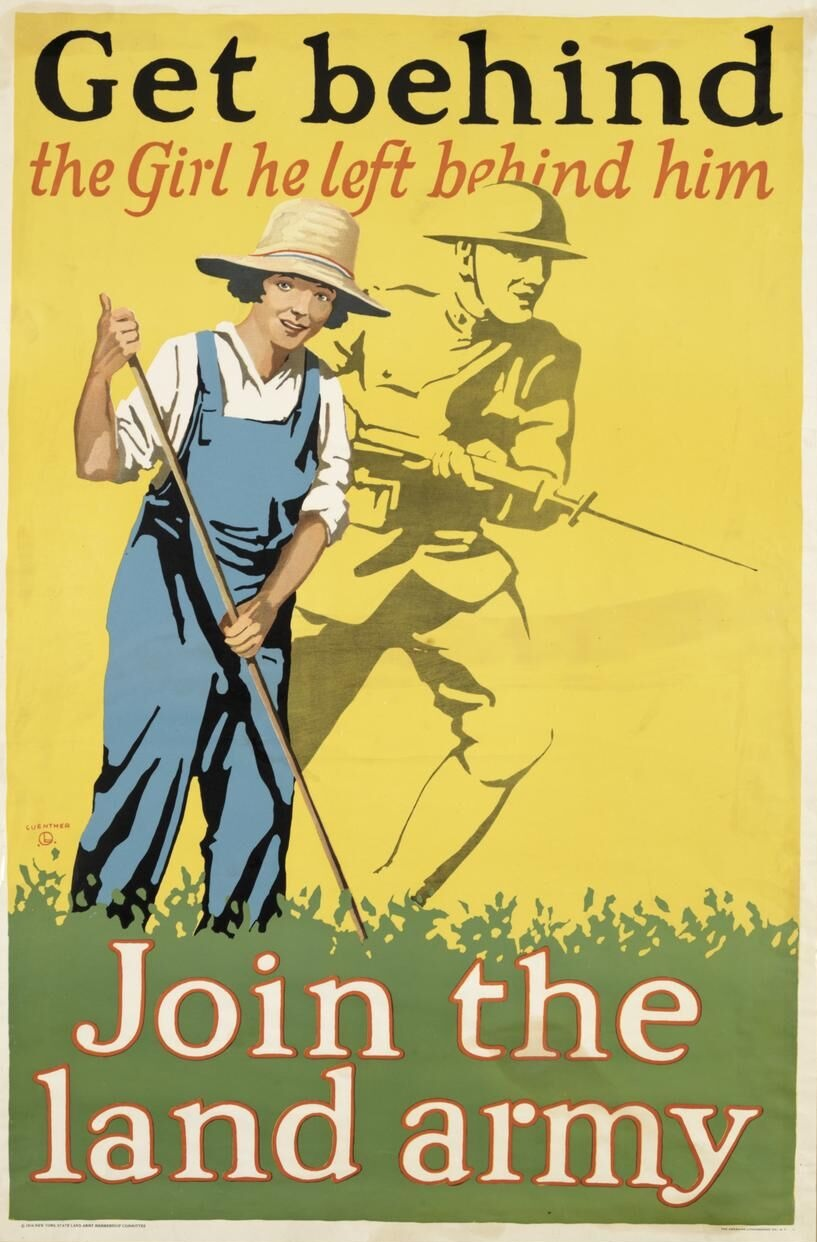
Плакат Первой мировой войны

Женская земледельческая армия  — британская гражданская организация, была сформирована в 1915 году Советом по вопросам сельского хозяйства во время Первой мировой войны, чтобы женщины могли работать в сельском хозяйстве, заменяя мужчин, призванных в армию. Женщины, которые работали в Женской земледельческой армии, были широко известны как «Land Girls». Фактически, Земледельческая армия занималась размещением женщин на фермах. Фермы нуждались в работниках, причём работодателями были фермеры. Девушки собирали урожай и выполняли всю мужскую работу. Среди известных членов армии археолог Лили Читти и ботаник Этель Томас. Земледельческая армия была распущена в 1919 году, но была возрождена в июне 1939 году под тем же названием.

## История
Лента за хорошее обслуживание была вручена имеющим на это право женщинам. В январе 1918 года вышел первый номер журнала «The Landswoman» — официального ежемесячного журнала Женской земледельческой армии и женских институтов Организация была распущена в ноябре 1919 года.

## Признание
В октябре 2012 года Принц Уэльский представлял открытие первого памятника, посвящённого Женским Земледельческим Армиям обеих войн, в шотландском поселении Фочаберс. Дизайн памятника был разработан Питером Нэйлором. В Октябре 2014 года мемориальная статуя, посвящённая Женскому Лесному Корпусу и двум Женским Земледельческим Армиям была представлена в Национальном Мемориальном Дендрариуме, в графстве Стаффоршир.

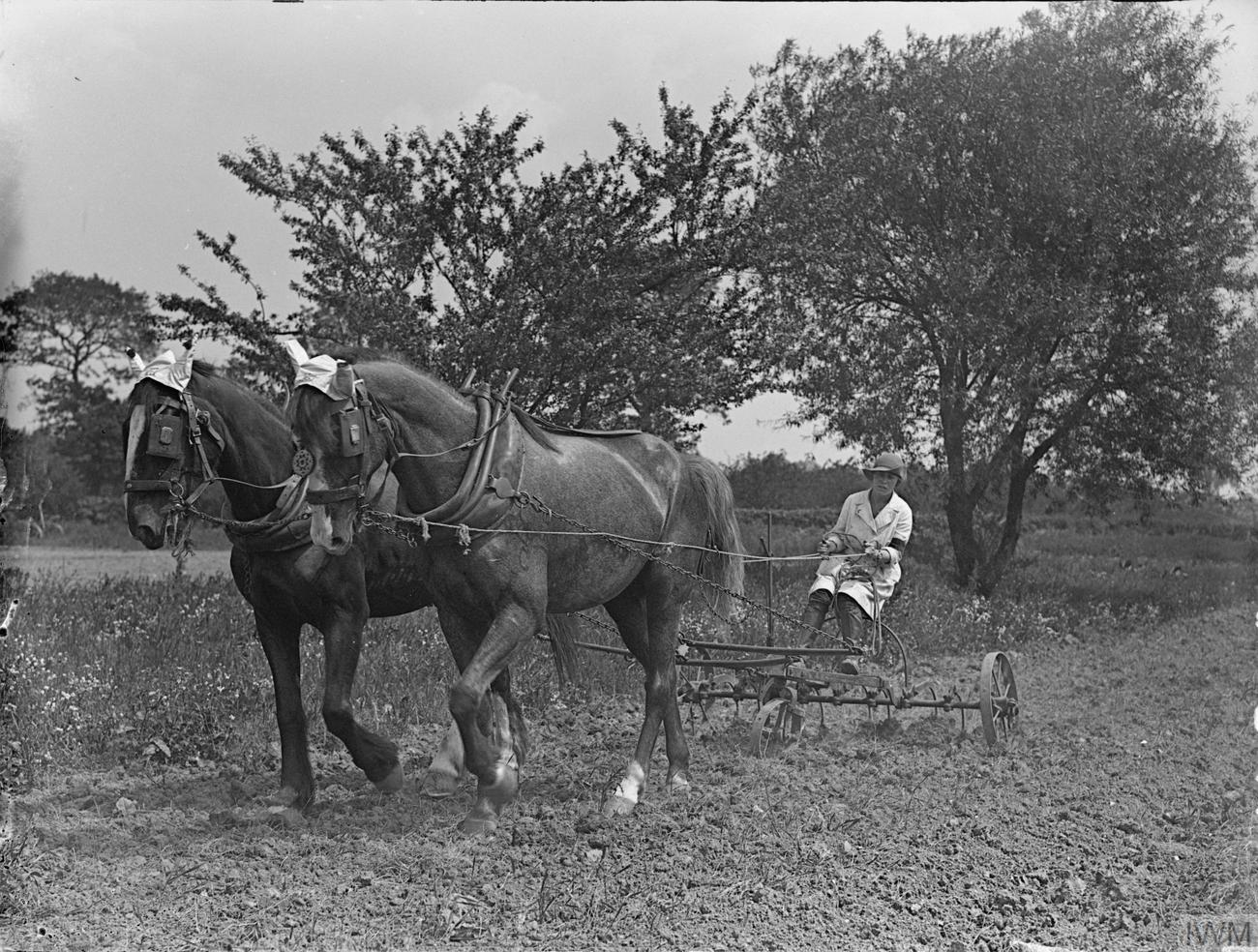
Обработка картофеля во время Первой мировой войны

## Литература

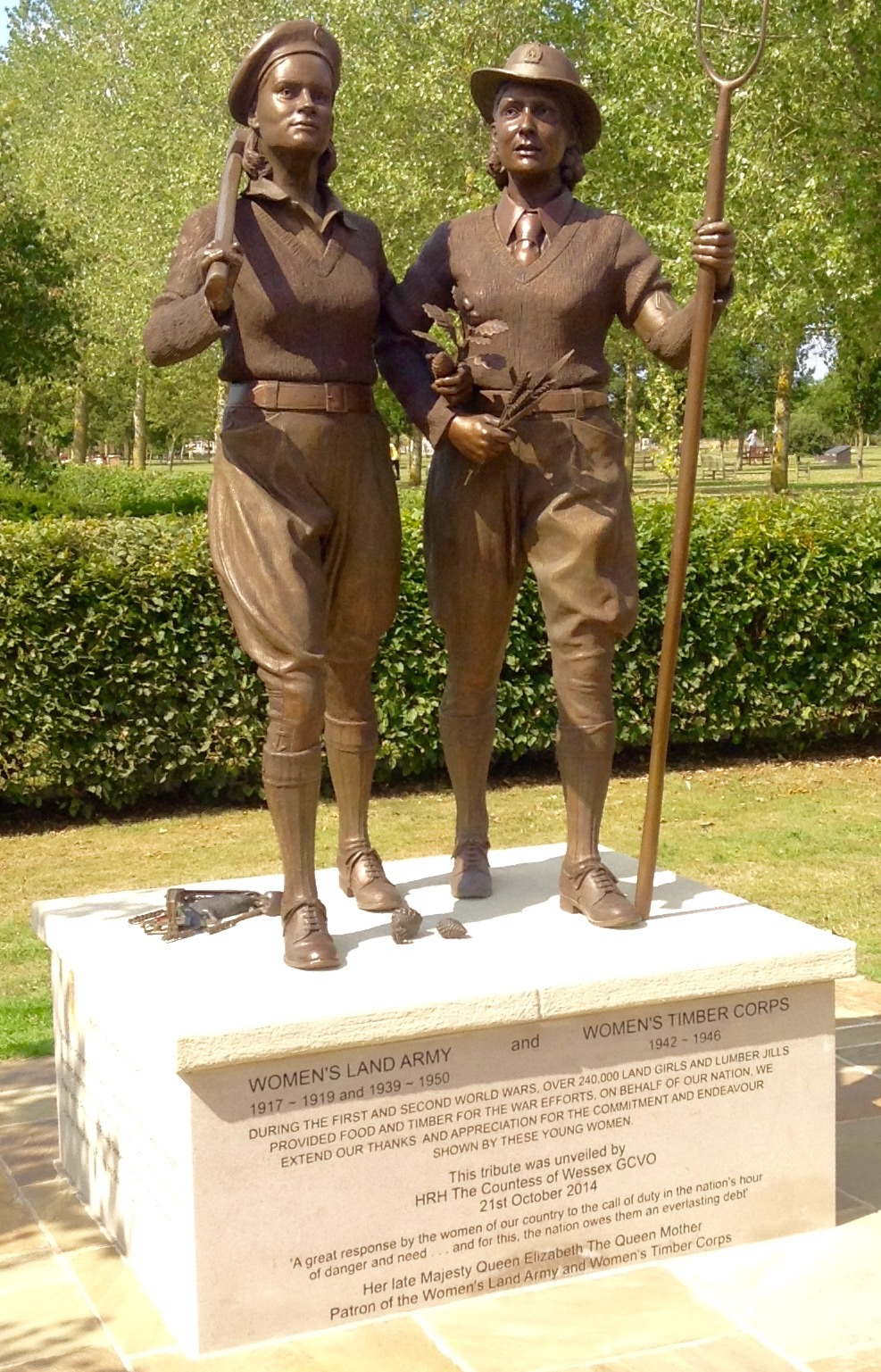
Мемориал 2012